# Green Gables

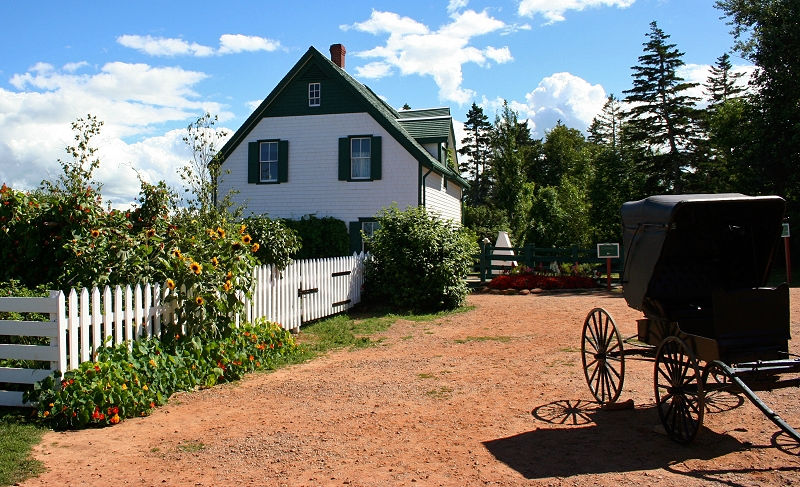
Green Gables

Green Gables är namnet på en gård i Cavendish från 1831, Prince Edward Island i Kanada. Lucy Maud Montgomerys ungdomsbok Anne på Grönkulla  utspelar sig på egendomen, som i svensk översättning fått namnet Grönkulla, och har blivit en av de mest kända litterära platserna i Kanada. 

## Historik
Gården ägdes av familjen MacNeill, kusiner till författaren Lucy Maud Montgomerys morfar.  Namnet kommer från den mörkgröna färgen på gavlarna (gable) på huset. Montgomery besökte huset som flicka och inspirerades av huset, såväl som av dess omgivningar, däribland "Haunted Woods", "Lovers Lane" och "Balsam Hollow."

## Turism
L. M. Montgomerys böcker gjorde Cavendish till ett populärt besöksmål med början under det tidiga 1900-talet. Detta ledde till grundandet av Prince Edward Islands nationalpark under 1930-talet.
Green Gables exteriörer och gården har renoverats för att vara tidstypiskt och interiörerna visar upp sen viktoriansk tid som det kunde se ut på det lantliga Prince Edward Island. Guidade turer arrangeras inuti och i omgivningarna runt huset.